# Kai Carstensen
Kai Carstensen (* 27. September 1971 in Flensburg, Schleswig-Holstein) ist Professor für Volkswirtschaftslehre an der Universität Kiel. Von 2007 bis 2014 war er Leiter des Bereichs Konjunktur und Befragungen am Ifo Institut für Wirtschaftsforschung in München. Er ist verheiratet und hat ein Kind.

## Leben
Er promovierte im Jahr 2000 bei Gerd Hansen an der Universität Kiel, wo er sich im Jahr 2008 auch habilitierte.
Zwischen 2002 und 2007 war er Leiter des Forschungsbereichs Geldpolitik und Koordinator des Forschungsprogramms Konjunktur, Wachstum und makroökonomische Politik am Institut für Weltwirtschaft in Kiel.
Von 2007 bis 2014 war er Leiter des Bereichs Konjunktur und Befragungen am Ifo Institut für Wirtschaftsforschung in München, vertrat das ifo Institut federführend bei der Gemeinschaftsdiagnose der Wirtschaftsforschungsinstitute und leitete die ifo Konjunkturprognose.
Er ist Mitglied im CESifo Forschungsnetzwerk und im Ausschuss für Ökonometrie des Vereins für Socialpolitik. Er berät die Bundesregierung im Rahmen der Gemeinschaftsdiagnose der Wirtschaftsforschungsinstitute und ist Mitglied der Enquete-Kommission Wachstum, Wohlstand, Lebensqualität – Wege zu nachhaltigem Wirtschaften und gesellschaftlichem Fortschritt in der Sozialen Marktwirtschaft des deutschen Bundestags.
Seine Forschungsschwerpunkte sind die Themen Geldpolitik, makroökonomische Fluktuationen und Konjunkturprognose.
In zahlreichen, zumeist empirischen Aufsätzen hat er sich mit der Analyse makroökonomisch relevanter Größen wie Produktion, Beschäftigung, Zinsen und Inflation in Deutschland und Europa beschäftigt. Darüber hinaus hat er sich mit Fragen der Geldpolitik und der Geldnachfrage im Euroraum befasst, aber auch zu Themen des langfristigen Wachstums gearbeitet.
Am 22. Oktober 2013 wurde bekannt gegeben, dass Carstensen zurück an die Universität Kiel wechselt. Er übernimmt dort den Lehrstuhl für Ökonometrie.

## Publikationen
- am ifo-Institut München geführte Liste der Publikationen von Kai Carstensen